# زو زهينغ
زو زهينغ (بالصينية: 邹正) (7 فبراير 1988 بتشينغداو في الصين - ) هو لاعب كرة قدم صيني في مركز الدفاع. شارك مع منتخب الصين لكرة القدم. أما مع النوادي، فقد لعب مع غوانغجو إفرغراند تاوباو.

## وصلات خارجية
- زو زهينغ على موقع الاتحاد الدولي (مؤرشف)  (الإنجليزية)
- زو زهينغ على موقع قاعدة بيانات كرة القدم.إي يو (الإنجليزية)
- زو زهينغ على موقع ناشيونال فوتبول تيمز (الإنجليزية)
- زو زهينغ على موقع Soccerway.com (الإنجليزية)